# Рыбалтовский, Николай Юльевич
Николай Юльевич Рыбалтовский — советский военно-морской деятель, инженерный работник, учёный, специалист в области мореходной астрономии и магнитно-компасного дела, преподаватель, Военно-морской академии, доктор военно-морских наук (1949), профессор (1950), почётный работник морского флота, инженер-капитан 1-го ранга (1940).

## Биография
4 мая 1917 окончил Морской кадетский корпус, гардемарин. В 1925 окончил Военно-морскую академию. Вахтенным начальником линейного корабля «Гангут» участвовал в Ледовом походе Балтийского флота в 1918. С 1918 командир эскадренного миноносца «Ретивый». В годы Гражданской войны командовал эскадренными миноносцами «Ретивый», «Новик» и «Капитан Белли». С 1925 служил в Главном гидрографическом управлении. В 1928 прикомандирован к Пулковской обсерватории. В 1930 был начальником отдельного гидрографического отряда Балтийского моря. С 1937 на преподавательской работе в Военно-морской академии.
В 1941—1943 — флагманский штурман морской обороны Ленинграда и Озёрного района. С 1943 — снова на преподавательской работе в Военно-морской академии. С 1944 — начальник гидрографического факультета, в 1947—1952 — начальник кафедры кораблевождения.
С 1952 в отставке. После увольнения возглавлял кафедру мореходной астрономии в Ленинградском высшем морском инженерном училище имени адмирала С. О. Макарова. Автор многих научных трудов. Похоронен на Комаровском поселковом кладбище (по другим данным на Серафимовском кладбище). Его имя присвоено учебному судну.

### Звания
- Инженер-флагман 3-го ранга (3 ноября 1939)[2][3].
- Инженер-капитан 1-го ранга (8 июня 1940)[4].

### Награды
Был награждён орденом Ленина, двумя орденами Красного Знамени, Красной Звезды, медалями «За оборону Ленинграда», «За победу над Германией в Великой Отечественной войне 1941—1945 гг.», «XX лет Рабоче-Крестьянской Красной Армии» и другими наградами.

### Братья[5]
- Рыбалтовский, Владимир Юльевич — начальник ВВМУ им. М. В. Фрунзе, контр-адмирал;
- Рыбалтовский, Юлий Юльевич — командир канонерской лодки «Опыт», затем командир группы бронепоездов, капитан 2-го ранга;
- Рыбалтовский, Александр Юльевич — офицер русского императорского флота, лейтенант, расстрелян большевиками в 1919 году.

## Публикации
- «Уничтожение четвертной девиации магнитами» (1930);
- «Практическая девиация» (1932);
- «Лекции по мореходной астрономии» (1939);
- «Мореходная астрономия» (1950);
- «Кораблевождение» (1952);
- «Магнитно-компасное дело» (1952);
- «Практическая мореходная астрономия» (1964).